# Vidrio flotado
El vidrio flotado consiste en una plancha de vidrio fabricada haciendo flotar el vidrio fundido sobre una capa de estaño fundido. Este método proporciona al vidrio un grosor uniforme y una superficie muy plana, por lo que es el vidrio más utilizado en la construcción. Se le denomina también vidrio plano, sin embargo no todos los vidrios planos son vidrios fabricados mediante el sistema de flotación. 

## Historia
El primer descubrimiento de vidrio apareció posiblemente en Egipto aproximadamente en 1500 años A.C , pero fue en Roma donde apareció la primera fabrica; ya que,antiguamente, el vidrio plano para acristalamientos se fabricaba mediante la técnica del soplado del vidrio, obteniendo piezas cilíndricas de gran tamaño que, una vez cortadas, se aplanaban antes de endurecer. La mayor parte del vidrio empleado hasta principios del siglo XIX se fabricaba de este modo. A partir de esa época empezó a fabricarse el vidrio por extrusión, estirándolo entre unos cilindros de 2 a 2,5 metros de largo y de 25 a 35 centímetros de diámetro. Aumentando la distancia entre los rodillos, por los que pasaba el vidrio, se obtenía un vidrio de mayor grosor. Estos métodos originaban numerosas taras en el vidrio, siendo las más comunes las burbujas de aire en el interior del vidrio ya enfriado. Este proceso de fabricación fue patentado por Henry Bessemer en 1848.
La primera descripción de la técnica de flotado del vidrio apareció en los Estados Unidos, en 1902, en una patente de W. E. Heal. Una variante de este proceso apareció en 1925, ideada por Hitchcock. Entre 1953 y 1957 Sir Alastair Pilkington y Kenneth Bickerstaff, de la empresa manufacturera británica Pilkington Brothers, desarrollaron la primera aplicación comercial exitosa de estas patentes, consiguiendo formar una lámina continua de vidrio, vertiéndolo sobre estaño fundido contenido en un gran depósito, donde el vidrio fluía lateralmente, sin obstáculos, hasta donde le permitiera su propia fluidez bajo la influencia de la gravedad y las tensiones superficiales. 
Las primeras ventas con beneficios se alcanzaron en 1960.

## Fabricación

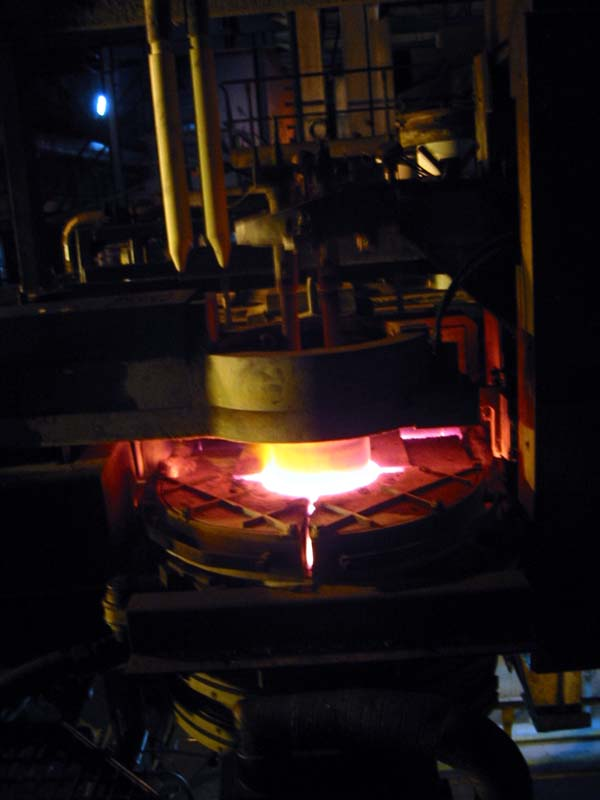
Alimentador de un horno de vidrio.

El vidrio se fabrica a partir de una mezcla compleja de compuestos vitrificantes, como el sílice, fundentes, como los álcalis, y estabilizantes, como la cal. Estas materias primas se cargan en el horno de cubeta (de producción continua) por medio de una tolva. El horno se calienta con quemadores de gas o petróleo. La llama debe alcanzar una temperatura suficiente, y para ello el aire de combustión se calienta en unos recuperadores construidos con ladrillos refractarios antes de que llegue a los quemadores. 
El horno tiene dos recuperadores cuyas funciones cambian cada veinte minutos: el primero se calienta por contacto con los gases ardientes mientras el segundo proporciona el calor acumulado al aire de combustión. La mezcla se funde (zona de fusión) a unos 1.500 °C y avanza hacia la zona de enfriamiento, donde tiene lugar el recocido. En el otro extremo del horno se alcanza una temperatura de 1.200 a 1.800 °C. 
El vidrio fundido cae por un canal en una piscina que contiene estaño fundido, controlando la cantidad por medio de una compuerta de material refractario. Para evitar la oxidación del estaño, la cámara contiene una atmósfera protectora compuesta de hidrógeno y nitrógeno.  
Mientras el vidrio fluye por la piscina de estaño, la temperatura se reduce de manera que la plancha vaya enfriándose y endureciéndose.  